# Anthophora vallorum
Anthophora vallorum är en biart som först beskrevs av Cockerell 1896.  Anthophora vallorum ingår i släktet pälsbin, och familjen långtungebin. Inga underarter finns listade i Catalogue of Life.